# Eatonville (Florida)

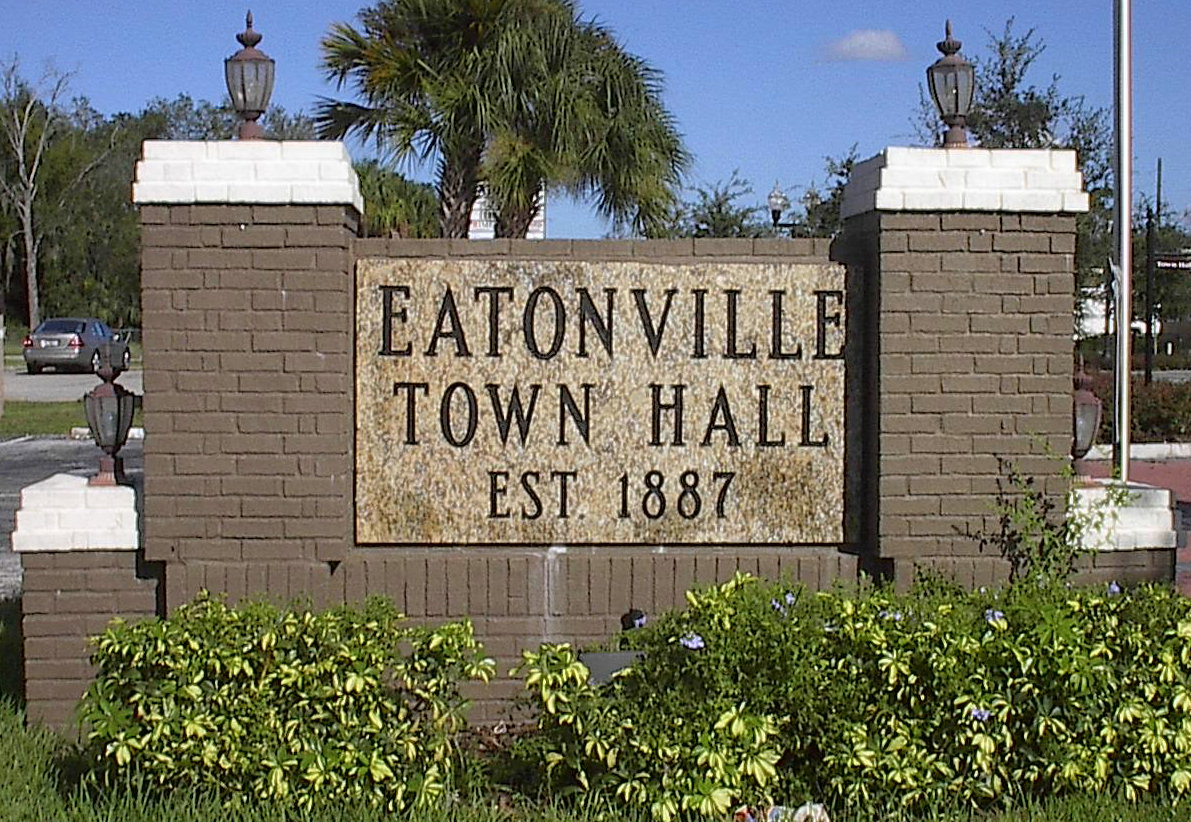
L'indicazione stradale del municipio. Viene ricordato l'anno di fondazione della città: 1887 ("EST.", established, fondata)

Eatonville è un comune (town) degli Stati Uniti d'America nella contea di Orange in Florida. Si trova nove chilometri a nord di Orlando ed è parte dell'area metropolitana di Kissimmee e della zona detta Great Orlando, la terza area urbana per popolazione dello Stato della Florida.
È stata una delle prime città popolate interamente da persone di colore nate dopo la Proclamazione dell'emancipazione nel 1863 e fu, tra queste, la prima ad essere annessa alla Confederazione il 15 agosto 1887.
Dal 1998 la città viene elencata nel National Register of Historic Places.

## Geografia fisica
La superficie totale dell'area cittadina è di 2,90 km², di cui 0,30 km² (il 10%), coperto da acque interne.
Eatonville è infatti circondata da numerosi piccoli laghi. A nord Lake Jackson, Lake Sybelia, a ovest Lake Catherine, Lake Lalia e Park Lake, a sud Lake Bell.
Ad est è fiancheggiata dall'autostrada Interstate 4.

## Storia
Sebbene le fonti non sembrino d'accordo sulla data esatta e anche sull'anno di incorporazione della città nella Confederazione, il sito dell'amministrazione cittadina fornisce informazioni sugli eventi e sulle date.
La città prende il nome da Josiah C. Eaton Eaton era un proprietario terriero bianco che, assieme ad un piccolo gruppo di colleghi, era disposto a vendere agli afroamericani terra sufficiente per costruire la futura città.
Va ricordato che nel romanzo di Zora Neale Hurston I loro occhi guardavano Dio viene presentata una breve panoramica della fondazione della città attraverso gli occhi di Janie Crawford, la protagonista. 
Il romanzo cita anche diversi luoghi della Florida che un estraneo non avrebbe potuto immaginare senza il romanzo.

## Società

### Evoluzione demografica
Al censimento del 2000 nella città risultavano 2 432 abitanti, 761 nuclei familiari  e 548 famiglie.
La densità della popolazione era di 958,2 abitanti/km².
Le unità abitative erano 858 con una densità media di 228 abitazioni/km².
In base all'etnia si distinguevano: 89,31% di afroamericani, 7,5% di bianchi, lo 0,49% di nativi americani, 0,29% di asiatici, 1,56% appartenente ad altre etnie e lo 0,82% di etnia mista.
Gli abitanti di lingua spagnola o latino-americana di ogni etnia erano il 3,54% della popolazione.
I nuclei familiari erano 761 di cui il 35,5% con persone di età inferiore ai 18 anni conviventi; il 28,0% era costituito da coppie sposate, nel 37,6% il capofamiglia era donna e il 27,9% non erano famiglie.
Il 22,5% di tutte le unità familiari era individuale e nell'8,5% erano presenti persone di 65 anni e oltre.
In base all'età il 33,6% degli abitanti avevano meno di 18 anni, l'8,8% era tra i 18 e i 24 anni, il 27,5% tra i 25 e 44 anni, il 19,6% tra 45 e 64 anni e il 10,4% avevano dai 65 anni in su.
L'età media era di 31 anni.
In base al sesso il rapporto era di 88,7 uomini ogni 100 donne.
Per ogni 100 donne con almeno 18 anni, gli uomini erano 81,3.
Il reddito medio per unità familiare nella città era di 29 457 $ e le entrate medie per famiglia erano di 31 042 $.
Il reddito medio maschile era di 21 719 $, mentre quello femminile ammontava a 21 328 $.
Il reddito pro capite era di 11 257 $.
Circa il 21,9% delle famiglie e il 25% della popolazione era sotto la soglia di povertà, di questi il 29,3% sotto i 18 anni e il 24,5% con almeno 65 anni.

## Zora Neale Hurston
Il legame tra Zora Neale Hurston ed Eatonville è stato sempre molto stretto. La scrittrice non era nata qui: vi si era trasferita con la famiglia all'età di tre anni; ma ha amato questa comunità "come una parte di se stessa".
Ogni inverno Eatonville organizza il Zora Neale Hurston Festival of Arts and Humanities. La comunità cittadina ha aperto nel gennaio 2004 una biblioteca che porta il suo nome.. È presente anche un museo a lei intitolato: The Hurston.